# Église Saint-Trivier de Saint-Trivier-de-Courtes
Pour les articles homonymes, voir Saint-Trivier.
L'église Saint-Trivier est une église située à Saint-Trivier-de-Courtes, en France.

## Localisation
L'église est située dans le département français de l'Ain, sur la commune de Saint-Trivier-de-Courtes.

## Historique

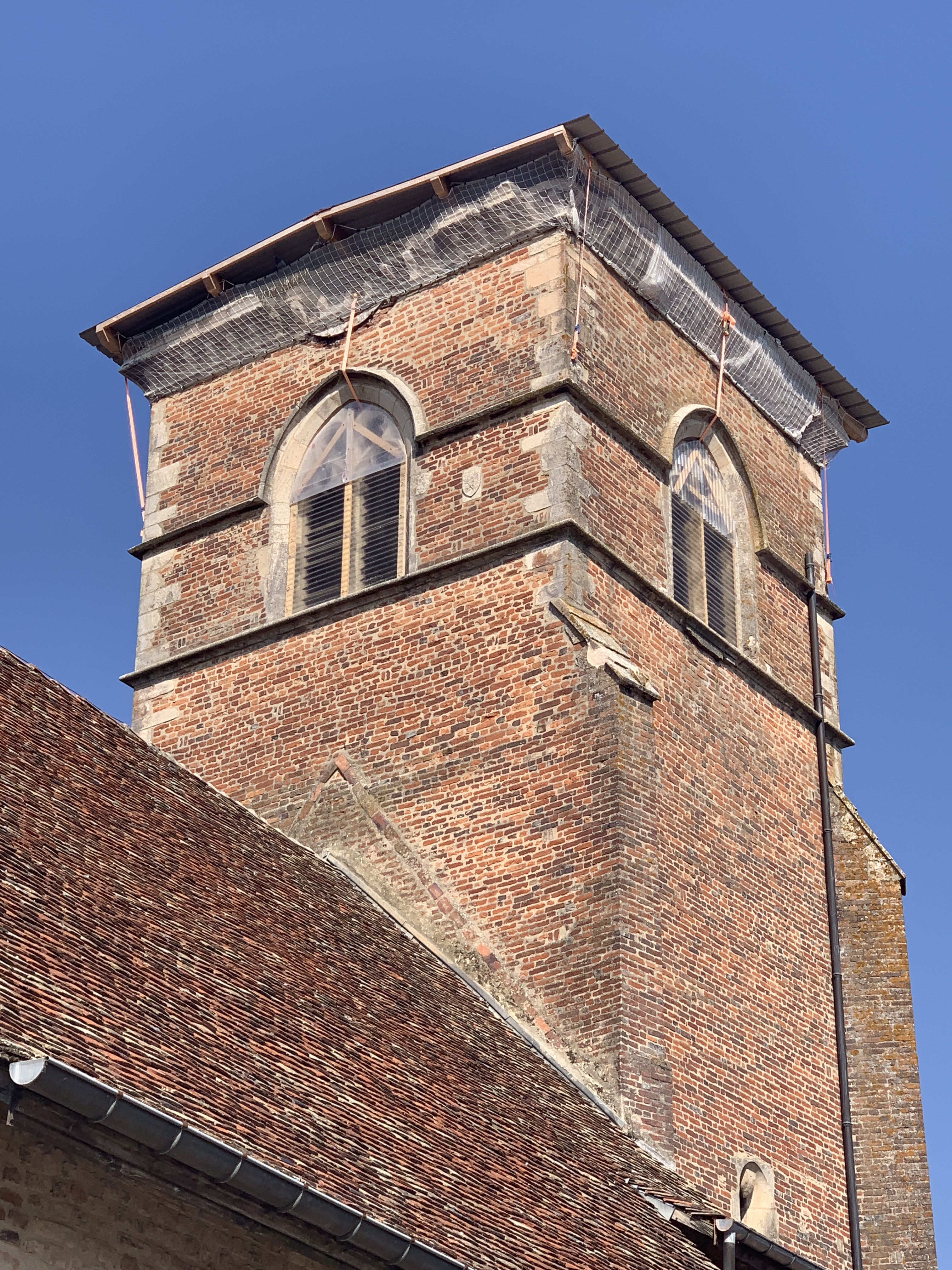
Le clocher sans son toit à la suite de l'incendie de 2020.

L'édifice est inscrit au titre des monuments historiques en 1982.
Durant la soirée du 1er mars 2020, un incendie entraîne l'effondrement du clocher de l'église. Le reste de l'édifice n'est pas endommagé.